# Jeremy Black
Pour les articles homonymes, voir Black.
Jeremy Allen Black (1er septembre 1951 - Oxford 28 avril 2004) est un historien, assyriologue et sumérologue britannique, fondateur du Corpus de texte électronique en ligne de la littérature sumérienne (en).

## Enfance et formation
Black est né à Isleworth, dans le Middlesex, en Angleterre, et grandit dans le Buckinghamshire, en Angleterre. Il est le seul fils du négociant en thé Dudley Black et de Joan née Denton. À l'âge de deux ans, il a été isolé pendant un an à l'hôpital pour soigner une poliomyélite, puis alors qu'il est âgé de cinq ans, sa mère décède.
Après avoir fréquenté à la Slough Grammar School for Boys, en 1969, Black se rend à l'Université d'Oxford en tant qu'exhibiteur de classiques au Worcester College. À Oxford, il s’intéresse aux langues et aux cultures anciennes de la Mésopotamie et, après avoir obtenu son diplôme, il change d’études pour le sumérien et l'akkadien auprès du professeur Oliver Gurney (en). La thèse de Black (toujours non publiée) est intitulée "A History of Nippur, from the Earliest Times to the End of the Kassite Period" : cette œuvre a été utilisée au tout début du livre de SW Cole, Nippur in Assyrian Times, vers 745- 612 av . J.-C., 1996, où il est décrit comme "le seul traitement systématique des débuts de l'histoire de Nippour". En 1975, Black a obtenu son baccalauréat en études cunéiformes.
Pour les études supérieures, en partie supervisé par Edmond Sollberger du British Museum, et avec les conseils continus de Gurney à Oxford, Black a écrit sa thèse de doctorat sur « Ancient Babylonian Grammatical Theory », présentée en 1980 et publiée plus tard sous le titre Sumerian Grammar in Babylonian Theory, Rome 1984, 2e édition 1991. AR George l'a décrite comme "le seul examen livresque de la pensée linguistique qui sous-tende la compréhension du sumérien par les Babyloniens".

## Carrière
Alors qu'il termine sa thèse de doctorat, Black occupe un poste au sein de la Fondation Ste Catherine de Cumberland Lodge à Windsor Great Park. En 1981, cependant, il peut retourner à plein temps dans le domaine de l'assyriologie grâce à sa nomination à un poste d'assistant de recherche à l'Institut oriental de l'Université de Chicago pour travailler sur le Chicago Assyrian Dictionary Project (en).
En 1982, Black occupe le poste de directeur adjoint de l'expédition archéologique britannique en Irak, la branche de Bagdad de la British School of Archaeology in Iraq, succédant à Michael Roaf, qui a été promu au poste de directeur. À la suite de la démission de Roaf à la fin de 1985, Black est nommé directeur, poste qu’il occupe jusqu’au début de 1988.
En Irak, Black sert d’épigraphe dans plusieurs expéditions archéologiques. À Bagdad, il effectue des recherches au Musée national d'Irak, où il s’intéresse plus particulièrement aux tablettes (documents cunéiformes) découvertes lors des grandes fouilles britanniques d’Ur et de Nimrud ; ces recherches ont été publiées dans JA Black et DJ Wiseman, Cuneiform Tablets from Nimrud, 4: Literary Texts from the Temple of Nabû, Londres 1996. Black collabore également aux travaux assyriologiques avec des érudits irakiens, notamment avec Farouk Al-Rawi, et avec d'autres collègues de l'époque à Bagdad: le livre Gods, Demons and Symbols of Ancient Mesopotamia: An Illustrated Dictionary (co-écrit avec Anthony Green, illustré par Tessa Rickards, London et Austin 1992, 2e édition 1998) est le fruit d’une telle association. Toujours en Irak, Black rencontre et épouse l'archéologue britannique Ellen McAdam.
Bénéficiant des recommandations du rapport Parker de 1986 sur les études asiatiques et africaines dans les universités britanniques, l’Université d’Oxford est en mesure de rétablir un cours à plein temps en assyriologie (absent depuis le départ à la retraite de Gurney en 1978). Le nouveau poste, connu sous le nom de professeur d'université en akkadien, est attribué à Black, qui est également élu membre du Wolfson College d'Oxford.
De retour à Oxford - mis à part des périodes consacrées à des tâches administratives complètes, d'abord comme Proctor de l'université, 1995-1996, puis comme président du conseil d'administration de la Faculté d'études orientales, 1999-2001 - Black est libre de développer ses études en littérature sumérienne, critique littéraire et philologie. Le plus remarquable a été la publication de Reading Sumerian Poetry, Oxford 1988. Dans l’analyse d’AR George, ce livre "affiche ... une réelle sensibilité à l’ image sumérienne". Black collabore également avec Andrew R. George et J. Nicholas Postgate à A Concise Dictionary of Akkadian, 1999 (réimprimé en 2000). Il participe activement à d'autres projets scientifiques, tels que ceux du groupe international « Grammaire sumérienne » et du « groupe de littérature mésopotamien » basé à Groningue. 
À partir de 1997, avec le financement initial du Leverhulme Trust (en), puis du Conseil de la recherche sur les arts et les sciences humaines (en), Black fonde et administre ce qui pourrait bien être considéré comme son plus grand héritage, le "Corpus de texte électronique en ligne de la littérature sumérienne (en)". Les travaux de l’équipe du projet se sont poursuivis après le décès de Black, bien que le financement actif prenne fin au milieu de 2006.
Le Jeremy Allen Black Trust pour l'assyriologie, un fonds de soutien aux jeunes assyriologues, est créé à la mémoire de la Faculty of Oriental Studies de l'Université d'Oxford.

## Publications
- (en) Jeremy Black et Anthony Green, Gods, Demons and Symbols of Ancient Mesopotamia : An Illustrated Dictionary, The British Museum Press, 1992 (ISBN 978-0-7141-1705-8)
- (en) Jeremy Black, Graham Cunningham, Eleanor Robson et Gábor Zólyomi, The Literature of Ancient Sumer, Oxford University Press, 2006